# Холопово (Владимирская область)
Холопово — деревня в Александровском районе Владимирской области, входит в состав Андреевского сельского поселения.

## География
Деревня расположена на берегу реки Серая в 18 км на юго-запад от центра поселения села Андреевское и в 3 км на юго-восток от Александрова. 

## История
В конце XIX — начале XX века деревня входила в состав Александровской волости Александровского уезда. В 1859 году в деревне числилось 37 дворов, в 1905 году — 32 двора, в 1926 году — 53 двора.
С 1929 года деревня являлась центром Холоповского сельсовета Александровского района, с 1948 года — в составе пригородной зоны города Александрова, с 1954 года — в составе Иваново-Соболевкого сельсовета, с 1965 года — в составе Александровского района, с 1967 года — в составе Елькинского сельсовета, с 2005 года — в составе Андреевского сельского поселения.

## Известные уроженцы и жители
- Сиков Максим Александрович (1889 — 1937) — священник церквей во Владимирской, Ярославской, Московской областях. Расстрелян на  Бутовском полигоне по обвинению в систематической контрреволюционной агитации. Реабилитирован в 1961 году[5].

## Население
| 1859 | 1905 | 1926 | 2002 | 2010 | 2021 |
| ---- | ---- | ---- | ---- | ---- | ---- |
| 299  | ↘233 | ↗240 | ↘91  | ↗97  | ↗133 |